# Printemps

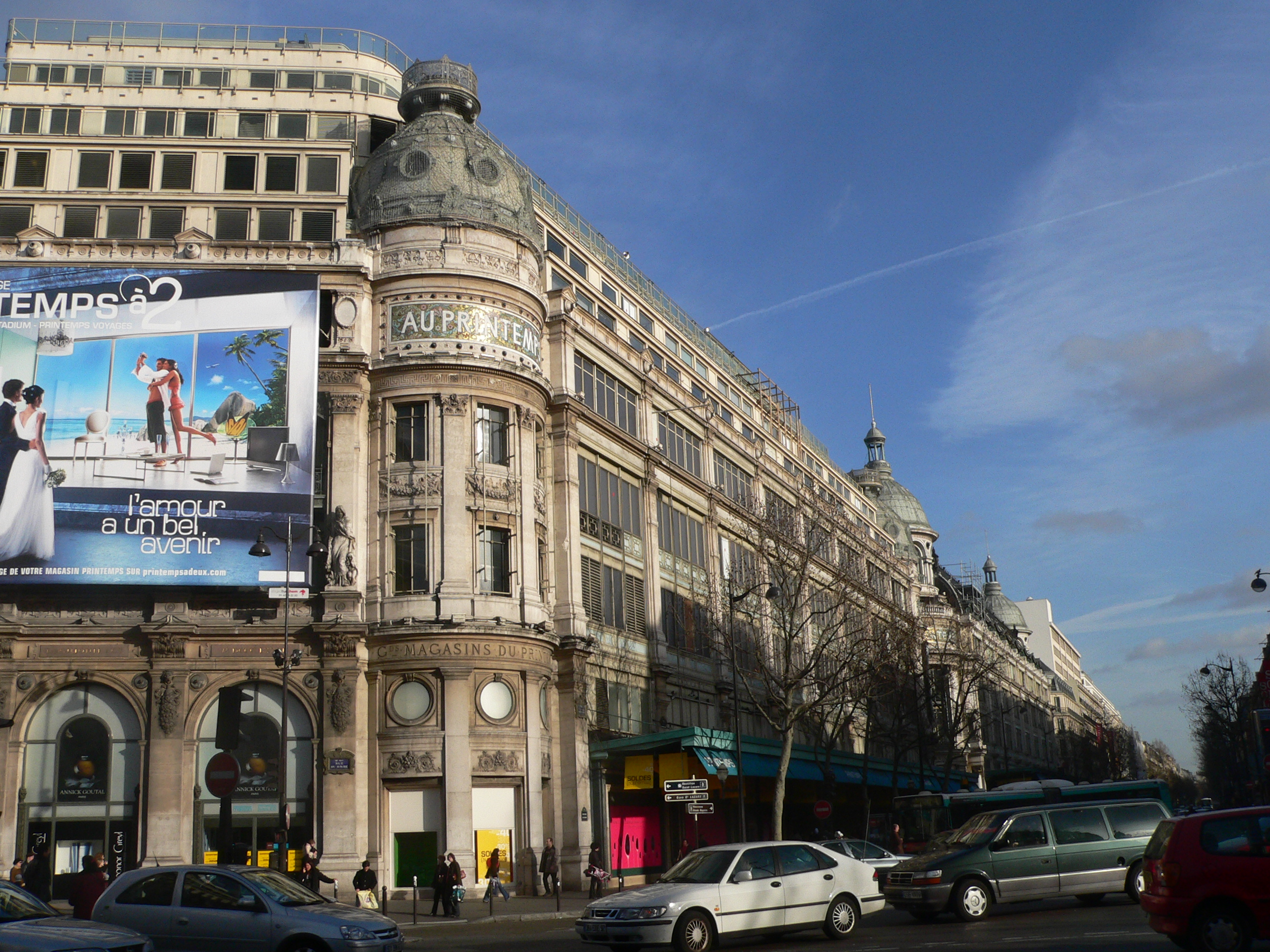
Printemps på Haussmann i Paris, en historisk byggnad från 1865.

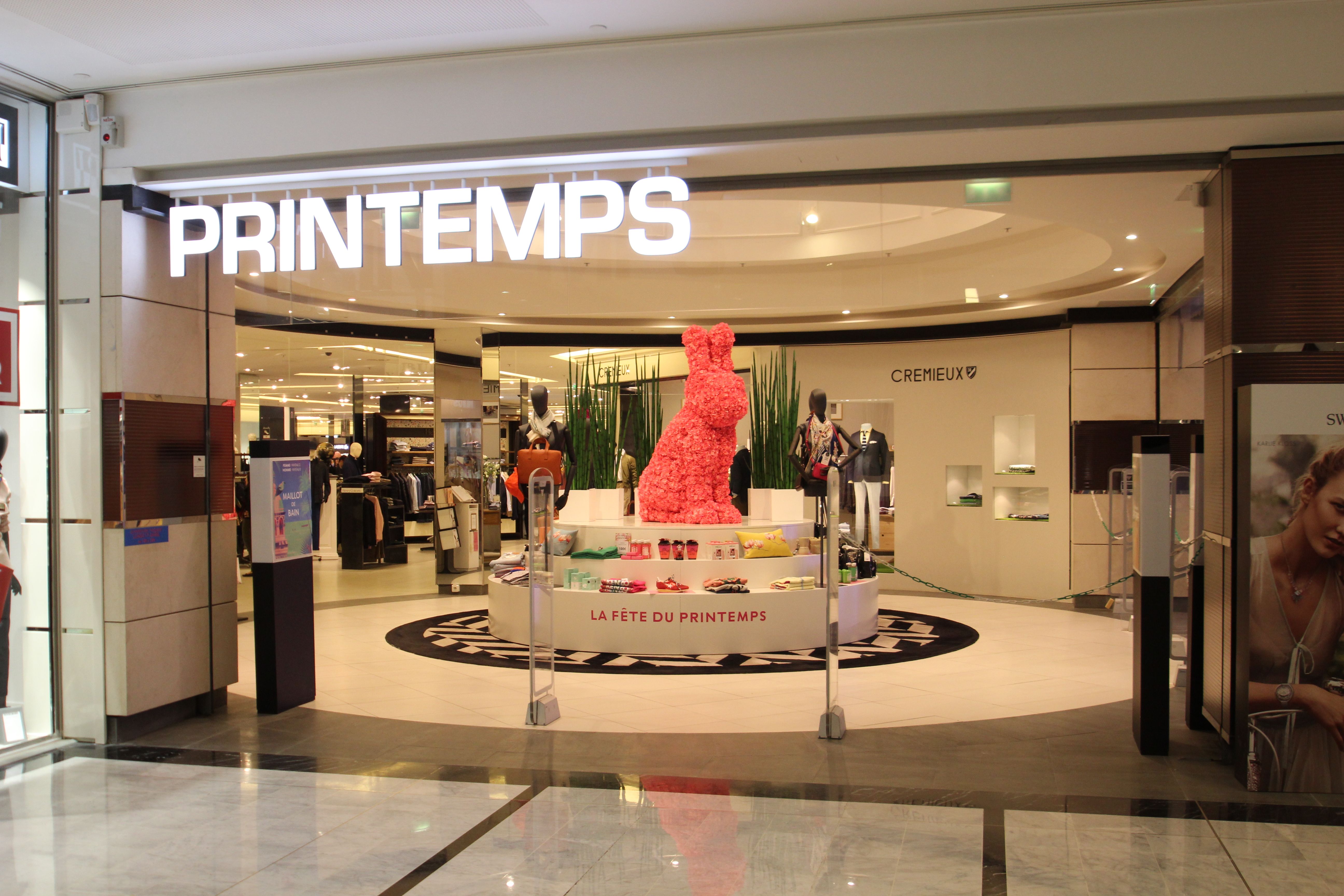
Ingången till en Printemps-butik i Le Chesnay i Frankrike.

Printemps är en stor fransk varuhuskedja, som förutom i Frankrike även finns i Andorra, Japan och i Sydkorea. Huvudvaruhuset, byggt i jugendstil och invigt 3 november 1865, finns på boulevard Haussmann i IX:e arrondissementet i Paris, intill andra stora varuhus såsom Galeries Lafayette. 